# Show dos Famosos
Show dos Famosos foi um talent show musical brasileiro produzido e exibido pela TV Globo desde 23 de abril de 2017. Anteriormente, era exibido como um quadro do Domingão do Faustão, sob apresentação de Fausto Silva. A partir da quarta temporada, passou a ser apresentado por Luciano Huck como quadro do programa Domingão com Huck. É a versão brasileira do espanhol Tu cara me suena, que rendeu uma dezena de adaptações ao redor do mundo, inclusive outra no Brasil – Esse Artista Sou Eu, produzido pelo SBT em 2014 em uma única temporada, quando abriram mão dos direitos autorais, adquiridos pela Globo.
Na competição, os participantes tem que se caracterizar o mais parecido possível com cantores nacionais e internacionais e realizar um número musical reproduzindo o desempenho de palco similar. O time de jurados era originalmente composto por Miguel Falabella, Claudia Raia e Silvio de Abreu. Boninho substituiu Silvio a partir da segunda temporada. Preta Gil substituiu Miguel Falabella na quarta temporada.

## Produção
A primeira temporada foi exibida entre 23 de abril e 2 de julho de 2017, sendo transmitida todos os domingos dentro do Domingão do Faustão. Os participantes foram divididos em dois grupos e, ao longo da temporada, realizaram diversas caracterizações e interpretações. Os quatro que acumularam as duas maiores notas em cada chave foram para a final. Além do júri formado por Claudia, Miguel e Silvio, a plateia e o público de casa também puderam decidir o vencedor. 
A segunda temporada foi exibida entre 1º de abril e 8 de julho de 2018, com cinco episódios a mais em relação à temporada anterior, porém mantendo o mesmo formato. Os participantes foram apresentados no Domingão uma semana antes da estreia, e Boninho ocupou o lugar de Silvio de Abreu no júri. Com o sucesso, foi renovada para mais uma temporada.
A terceira temporada foi exibida entre 7 de abril e 14 de julho de 2019, e foi a primeira a premiar dois participantes devido a um empate na final.
A quarta temporada estava inicialmente prevista para iniciar em março de 2020, com os nomes dos participantes já anunciados no Domingão do Faustão. Devido à pandemia de COVID-19, no entanto, foi adiada para 2021.
Em novembro de 2022, foi anunciado que o talent show deixará de ser produzido pela TV Globo.

## Equipe

### Apresentação
| Apresentador(a) | Temporadas | Temporadas | Temporadas | Temporadas |
| Apresentador(a) | 1          | 2          | 3          | 4          |
| --------------- | ---------- | ---------- | ---------- | ---------- |
| Fausto Silva    |            |            |            |            |
| Luciano Huck    |            |            |            |            |

### Jurados
| Jurados | Jurados          | Temporadas | Temporadas | Temporadas | Temporadas |
| Jurados | Jurados          | 1          | 2          | 3          | 4          |
| ------- | ---------------- | ---------- | ---------- | ---------- | ---------- |
|         | Claudia Raia     |            |            |            |            |
|         | Miguel Falabella |            |            |            |            |
|         | Silvio de Abreu  |            |            |            |            |
|         | Boninho          |            |            |            |            |
|         | Preta Gil        |            |            |            |            |

## Sumário
| Temp. | Ano  | Vencedor(a)   | Vencedor(a)   | 2º Lugar        | 2º Lugar        | 3º Lugar        | 3º Lugar       | Outros participantes em ordem de eliminação                                       | Apresentação | Jurados | Jurados | Jurados |
| Temp. | Ano  | Vencedor(a)   | Vencedor(a)   | 2º Lugar        | 2º Lugar        | 3º Lugar        | 3º Lugar       | Outros participantes em ordem de eliminação                                       | Apresentação | 1       | 2       | 3       |
| ----- | ---- | ------------- | ------------- | --------------- | --------------- | --------------- | -------------- | --------------------------------------------------------------------------------- | ------------ | ------- | ------- | ------- |
| 1     | 2017 | Ícaro Silva   | Ícaro Silva   | Nelson Freitas  | Nelson Freitas  | Luiza Possi     | Luiza Possi    | Eriberto Leão • Enzo Romani • Fafá de Belém • Emanuelle Araújo • Samantha Schmütz | Faustão      | Silvio  | Miguel  | Claudia |
| 2     | 2018 | Mumuzinho     | Mumuzinho     | Silvero Pereira | Silvero Pereira | Tiago Abravanel | Naiara Azevedo | Alessandra Maestrini • Paulo Ricardo • Sandra de Sá • Helga Nemeczky              | Faustão      | Miguel  | Claudia | Boninho |
| 3     | 2019 | Ludmilla      | Di Ferrero    | —               | —               | Diogo Nogueira  | Diogo Nogueira |                                                                                   | Faustão      | Miguel  | Claudia | Boninho |
| 4     | 2021 | Gloria Groove | Gloria Groove | Wanessa Camargo | Vitor Kley      | Robson Nunes    | Robson Nunes   | Thiago Arancam • Fiuk • Diego Hypolito • Margareth Menezes • Mariana Rios         | Luciano Huck | Claudia | Boninho | Preta   |

## Outras aparições
Além de participarem do Show dos Famosos, alguns dos participantes passaram a competir em outros reality ou talent shows.
| Participante    | Edição Show dos Famosos | Colocação                | Reality show             | Temp. | Colocação                            |
| --------------- | ----------------------- | ------------------------ | ------------------------ | ----- | ------------------------------------ |
| Naiara Azevedo  | 2                       | Finalista – 3.º lugar    | Big Brother Brasil       | 22    | Eliminada – 20.º lugar               |
| Tiago Abravanel | 2                       | Finalista – 3.º lugar    | Big Brother Brasil       | 22    | Desistente – 16.º lugar              |
| Wanessa Camargo | 4                       | Vice-Campeã – 2.º lugar  | Big Brother Brasil       | 24    | Expulsa – 15.º lugar                 |
| Diego Hypólito  | 4                       | Eliminado – 7.º lugar    | Big Brother Brasil       | 25    | Eliminado – 5.º lugar                |
| Luiza Possi     | 1                       | Finalista – 3.º lugar    | The Masked Singer Brasil | 4     | Eliminada – 4.º lugar (MC Porquinha) |
| Silvero Pereira | 2                       | Vice-Campeão – 2.º lugar | The Masked Singer Brasil | 4     | Vencedor – 1.º lugar (Bode)          |